# 李威 (黎国公)
李威（?—?），字安民，南北朝时北周、隋朝大臣，原州平高（今宁夏固原）人。父亲李基，祖父李遠。
李威起家任右侍上士，官至开府仪同三司，改袭祖父李远爵阳平郡公。从周武帝平北齐时有功，以功进位上开府、拜军司马。周宣帝即位，进授大将军，出为熊州刺史。大象末年，位至柱国。隋文帝即位，开皇初年，李威击蛮民有功，进位上柱国。封黎国公。